# Cori
Cori je město v provincii Latina v italském regionu Lazio. Má přibližně 10 tisíc obyvatel a rozlohu 85,3 km². Nachází se 55 km jihovýchodně od Říma a 25 km severně od Latiny.

## Geografie
Součástí Cori je vesnice Giulianello.
Sousední obce jsou Artena, Cisterna di Latina, Lariano, Montelanico, Norma, Rocca Massima a Segni.

## Partnerská města
- Pefki, Řecko